# Søren Kjærgaard

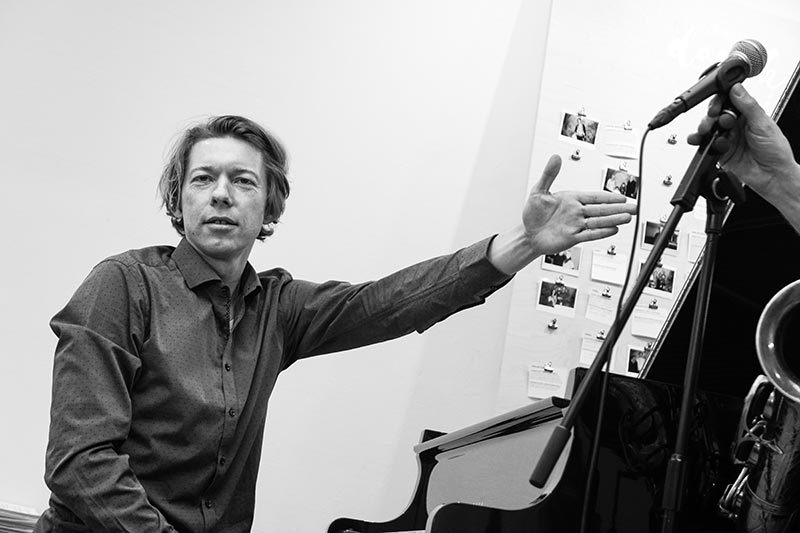
Søren Kjærgaard (2017)

Søren Kjærgaard (* 5. März 1978 in Lemvig, Jütland) ist ein dänischer Jazzmusiker (Piano, Keyboard, Arrangement) und Komponist.

## Leben und Wirken
Søren Kjærgaard wuchs in seiner Heimatstadt Lemwig auf. Nach der musikalischen Früherziehung erhielt er ab dem siebten Lebensjahr Klavierunterricht. 1997 zog er zum Studium am Rytmisk Musikkonservatorium nach Kopenhagen. 2000 wurde er mit seinem Trio Fuchsia Gewinner der Nordic Young Jazz Competition. Von 2001 bis 2002 lebte er ein Jahr in New York City, wo er mit Jazzmusikern wie Michael Blake (in dessen Band Blake Tartare), Tim Berne, Herb Robertson, Jim Black und Steven Bernstein spielte, bevor er im Sommer 2002 sein Studium in Kopenhagen abschloss.
Nach seiner Rückkehr war er künstlerischer Leiter und Arrangeur der Formation Ultraktement, der Band des Musikkonservatorium Kopenhagen, an dessen Album Andersens Drømme er mitwirkte. Daneben arbeitete er mit dänischen Rockmusikern wie Nikolaj Nørlund und Jens Unmack. 2004 entstand mit einer Band aus Jonas Westergaard (Bass), Jeppe Gram (Schlagzeug) und Jakob Bro (Gitarre) sein Debütalbum Bandapart. Im gleichen Jahr wurde er mit dem Jazzpreis des Dänischen Nationalen Radios ausgezeichnet. Nach seinem ersten Trioalbum Amfebia (2005) erschien im folgenden Jahr das Soloalbum Keys.
2010 konzertierte er mit seiner Band auf dem Kopenhagen Jazz Festival 2011 legte er mit seinem amerikanischen Trio aus Ben Street (Bass) und Andrew Cyrille (Schlagzeug) das Album Femklang (Ilk Music) vor, gefolgt von Concrescence (ILK, 2018) und Another Way of the Heart (2022), mit Torben Snekkestad. Im Trio mit Peter Bruun und Jonas Westergaard veröffentlichte er 2023 Thēsaurós.

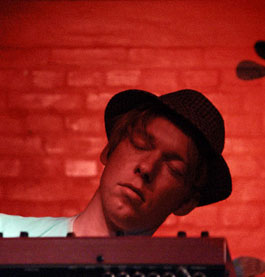
Søren Kjærgaard (2014)

Seit 2015 ist Kjærgaard außerordentlicher Professor am Rytmisk Musikkonservatorium, wo er auch als stellvertretender Direktor und Leiter für Forschung und Entwicklung tätig war.